# Liste der Baudenkmäler in Würzburg-Grombühl
In der Liste der Baudenkmäler in Grombühl sind die Baudenkmäler im Würzburger Stadtbezirk 04 Grombühl aufgelistet.
Diese Liste ist eine Teilliste der Liste der Baudenkmäler in Würzburg. Grundlage der Liste ist die Bayerische Denkmalliste, die auf Basis des bayerischen Denkmalschutzgesetzes vom 1. Oktober 1973 erstmals erstellt wurde und seither durch das Bayerische Landesamt für Denkmalpflege geführt und aktualisiert wird. Die folgenden Angaben ersetzen nicht die rechtsverbindliche Auskunft der Denkmalschutzbehörde.

## Baudenkmäler
| Lage                                                                    | Objekt | Beschreibung | Akten-Nr.      | Bild                                                                                                 |
| ----------------------------------------------------------------------- | --- | --- | -------------- | --- |
| Bismarckwäldchen (Standort)                                             | Bismarckturm                                                                                                | Turmbauwerk aus Kalksteinbossenquadern in Form eines Donjons mit runden Ecktürmen und vorkragendem Gesims, darauf hoher Sockel mit Feuerschale, Wilhelm Kreis, 1905 | D-6-63-000-52  | Bismarckturm                                                                                         |
| Bismarckwäldchen (Standort)                                             | Ruhebank, Gedenkbank für Franz Morelli                                                                      | Exedra über Stufenpodest mit Inschrifttafel, Kalkstein und Bronze, Jugendstil, bezeichnet „1907“ | D-6-63-000-53  | Ruhebank, Gedenkbank für Franz Morelli                                                               |
| Bismarckwäldchen (Standort)                                             | Parkanlage                                                                                                  | Baumbestand und Wiesenflächen mit geschwungener Wegeführung, architektonische Akzente durch Bismarckturm und Gedenkbank, vereinzelt ältere Weinbergshäuschen miteinbezogen, um 1900 | D-6-63-000-54  | Parkanlage                                                                                           |
| David-Schuster-Weg (Standort)                                           | Jüdischer Friedhof                                                                                          | Ummauert mit Grabsteinen und Feierhalle, 19./20. Jahrhundert | D-6-63-000-619 | weitere Bilder                                                                                       |
| Josefplatz 2, Matterstockstraße 43 (Standort)                           | Katholische Pfarrkirche St. Josef                                                                           | Dreischiffige Basilika mit eingezogenem 5/8-Chor und Querschiff, Satteldach mit durchbrochenem Dachreiter und vorgezogenem Eckturm mit geschweiftem Zeltdach und Laterne, unverputzter Hausteinbau mit Werksteingliederungen, neugotisch, Josef Schmitz, 1900–05, Turmhelm nach 1945; Zugehörige Terrassenanlage mit Freitreppe | D-6-63-000-333 | weitere Bilder                                                                                       |
| Josef-Schneider-Straße 2 (Standort)                                     | Staatliches Luitpoldkrankenhaus                                                                             | 1912–21/23 von August Lommel, ausgedehnte Anlage mit unterschiedlichen meist barockisierenden Bauten | D-6-63-000-221 | weitere Bilder                                                                                       |
| Josef-Schneider-Straße 2 (Standort)                                     | Staatliches Luitpoldkrankenhaus, Verwaltungsgebäude                                                         | | D-6-63-000-221 | Staatliches Luitpoldkrankenhaus, Verwaltungsgebäude                                                  |
| Josef-Schneider-Straße 2 (Standort)                                     | Staatliches Luitpoldkrankenhaus, ehemaliges Schwesternhaus mit Kapelle und Kochküche                        | | D-6-63-000-221 | Staatliches Luitpoldkrankenhaus, ehemaliges Schwesternhaus mit Kapelle und Kochküche                 |
| Josef-Schneider-Straße 2 (Standort)                                     | Staatliches Luitpoldkrankenhaus, ehemalige Chirurgische Klinik                                              | 2006–2009 entkernt | D-6-63-000-221 | Staatliches Luitpoldkrankenhaus, ehemalige Chirurgische Klinik                                       |
| Josef-Schneider-Straße 2 (Standort)                                     | Staatliches Luitpoldkrankenhaus, ehemalige Haut-, HNO- und Kinderklinik; ehemalige Wäscherei                | | D-6-63-000-221 | BW                                                                                                   |
| Josef-Schneider-Straße 2 (Standort)                                     | Staatliches Luitpoldkrankenhaus, ehemaliges Kessel- und Maschinenhaus                                       | Mit Kamin in Form eines Säulenmonuments | D-6-63-000-221 | weitere Bilder                                                                                       |
| Josef-Schneider-Straße 2 (Standort)                                     | Staatliches Luitpoldkrankenhaus, ehemaliges Professorenwohnhaus, 1938 zum Institutsgebäude erweitert        | | D-6-63-000-221 | Staatliches Luitpoldkrankenhaus, ehemaliges Professorenwohnhaus, 1938 zum Institutsgebäude erweitert |
| Josef-Schneider-Straße 2 (Standort)                                     | Staatliches Luitpoldkrankenhaus, ehemalige Infektionsabteilungen                                            | | D-6-63-000-221 | BW                                                                                                   |
| Josef-Schneider-Straße 2 (Standort)                                     | Staatliches Luitpoldkrankenhaus, Pathologisches Institut                                                    | | D-6-63-000-221 | Staatliches Luitpoldkrankenhaus, Pathologisches Institut                                             |
| Josef-Schneider-Straße 2 (Standort)                                     | Staatliches Luitpoldkrankenhaus, Gartenanlagen                                                              | | D-6-63-000-221 | Staatliches Luitpoldkrankenhaus, Gartenanlagen                                                       |
| Josef-Schneider-Straße 2 (Standort)                                     | Staatliches Luitpoldkrankenhaus, Umfassungsmauern                                                           | | D-6-63-000-221 | BW                                                                                                   |
| Josef-Schneider-Straße 3 a (Standort)                                   | Mietshaus                                                                                                   | Dreigeschossiger Walmdachbau mit Risaliten in Ecklage, Putzmauerwerk, historisierend, um 1905 | D-6-63-000-222 | BW                                                                                                   |
| Josef-Schneider-Straße 4 (Standort)                                     | Universitäts-Frauenklinik und Hebammenschule                                                                | Neue Sachlichkeit, 1932–34 von August Lommel | D-6-63-000-223 | Universitäts-Frauenklinik und Hebammenschule                                                         |
| Josef-Schneider-Straße 11 (Standort)                                    | Universitäts-Kopfklinikum                                                                                   | 1964–1973 von Helmut von Werz und Johann-Christoph Ottow, München; erste integrale Kopfklinik mit weltweiter Vorbildwirkung, in der die Spezialkliniken der Kopforgane synergistisch zur interdisziplinären Zusammenarbeit in Patientenversorgung, Forschung und Lehre nach dem medizinischen Konzept von Horst Ludwig Wullstein architektonisch in einer Anlage zusammengeführt sind. Die tragenden Strukturen aus Stahlbeton über einem 1,33-Meter-Raster sowie der Ausbau unter Verwendung von eigens entwickelten Modulen sind auf Veränderlichkeit ausgelegt. Baukomplex mit Flachdächern in Hanglage aus einem über den Baugrund reichenden viergeschossigen Unterbau (sogenannter Breitfuß) zur medizinischen und technischen Versorgung, der in den Obergeschossen einzelne Trakte mit zum Teil begrünten Höfen bildet, das zweite Obergeschoss mit den medizinischen Kernräumen vorkragend und von Waschbetonfriesen gerahmt Darauf zwei zueinander versetzt stehende Bettenhäuser als viergeschossige Hochbauten, Schmalseiten als Waschbetonscheiben, dazwischen eingespannt die Geschosse mit rotbraunen Keramikplatten, Südseiten mit Verschattungselementen Eingebundener Lehrtrakt mit zwei Hörsälen mit prismatischen Dächern auf fünfeckigem Grundriss Zugehörig Tierlabor und Außenanlagen sowie die Objekte verschiedener Künstler | D-6-63-000-838 | Universitäts-Kopfklinikum                                                                            |
| Mittlerer Steinbergweg 100 (Standort)                                   | Schloss Steinburg, ehemaliges Künstlergesellschaftshaus der „Roßperger“                                     | Dreigeschossiger Konglomeratsbau mit Risaliten, Erkern und Turmbauten sowie mit Satteldach, Krüppelwalmdach und auf den Türmen Kegel- bzw. Pyramidendach, Kalksteinbossenmauerwerk, gotisierend, Andreas Pfannes, 1897/98, Vereinfachung 1937 | D-6-63-000-363 | weitere Bilder                                                                                       |
| Nürnberger Straße 47 (Standort)                                         | Wohnhaus | Zweigeschossiger Walmdachbau mit Mittelrisalit und Blendgiebel in Ecklage, Backstein mit Sandsteinrahmungen, schmiedeeiserne Schmuckelemente, Ende 19. Jahrhundert Zugehörige Einfriedung, Eisenzaun mit Kalksteinpfeilern | D-6-63-000-769 | Wohnhaus                                                                                             |
| Nähe Nürnberger Straße; Nähe Matthias-Thoma-Straße (Standort)           | Faulenbergkaserne, ehemalige Neue Artilleriekaserne für das königlich-bayerische 2. Feldartillerie-Regiment | Mehrteilige Bautengruppe, aus Backsteinbauten (zum Teil später verputzt), 1876–1895 Drei- und viergeschossige Mannschaftsgebäude, (Bau Nr. 257 und 208) Remisen- und Lagergebäude um den baumgesäumten Exerzierplatz (Bau Nr. 205, 217 und 229) Getreidemagazine, viergeschossige Sichtziegelbauten mit Satteldach (Bau Nr. 250 und 252) Zugehöriges ehemaliges Waaghaus, vgl. Nürnberger Straße 47b Kfz-Remise, Eisenbeton-Gelenkbinderhalle mit Laternenshed, 1936 | D-6-63-000-770 | BW                                                                                                   |
| Nürnberger Straße 47 b (Standort)                                       | Ehemaliges Waaghaus des Getreidemagazins der Faulenbergkaserne                                              | Eingeschossiger Sichtziegelbau mit Satteldach, um 1895; vgl. Nürnberger Straße, Faulenbergkaserne | D-6-63-000-807 | Ehemaliges Waaghaus des Getreidemagazins der Faulenbergkaserne                                       |
| Nürnberger Straße 78 (Standort)                                         | Ehemaliges Zollhaus                                                                                         | Kleiner eingeschossiger verputzter Walmdachbau mit Treppengiebel und Eingangslaube, um 1890 | D-6-63-000-406 | Ehemaliges Zollhaus                                                                                  |
| Nürnberger Straße 78 (Standort)                                         | Einfriedung                                                                                                 | Eisengitter über Kalksteinsockel | D-6-63-000-406 | BW                                                                                                   |
| Nürnberger Straße 80 (Standort)                                         | Josephshof, Gutshaus                                                                                        | Zweigeschossiger Halbwalmdachbau mit Drempel und Halbwalm-Zwerchhaus, Putzmauerwerk mit Kalksteinsockel, Sandsteingliederungen und Fachwerkdrempel und -giebeln, Schweizerhaus-Stil, G. Dürrlein, 1878–81 | D-6-63-000-407 | Josephshof, Gutshaus                                                                                 |
| Reiserstraße 6 (Standort)                                               | Mietshaus                                                                                                   | Dreigeschossiger Walmdachbau, Putzmauerwerk mit Putzgliederungen, historisierend, um 1905 | D-6-63-000-447 | Mietshaus                                                                                            |
| Reußenweg 10 (Standort)                                                 | Villa Tusculum                                                                                              | Teilweise verputzter Bruchsteinbau mit Stuckreliefs, Fachwerkteilen und Kegeldachturm, historisierender Jugendstil, um 1900 | D-6-63-000-460 | weitere Bilder                                                                                       |
| Reußenweg 10 (Standort)                                                 | Villa Tusculum, zugehörige Einfriedung                                                                      | Unverputzte Kalkbruchsteinmauer | D-6-63-000-460 | weitere Bilder                                                                                       |
| Reußenweg 10 (Standort)                                                 | Weinbergshäuschen                                                                                           | Eingeschossiger Hausteinbau mit Walmdach, 19. Jahrhundert | D-6-63-000-460 | BW                                                                                                   |
| Rimparer Straße 7 (Standort)                                            | Ringlokschuppen                                                                                             | Ziegelbau mit Schieferdach, 1890 nicht nachqualifiziert, im Bayerischen Denkmal-Atlas nicht kartiert | D-6-63-000-731 | weitere Bilder                                                                                       |
| Robert-Koch-Straße 17 (Standort)                                        | Städtische Pestalozzi-Schule                                                                                | Dreigeschossiger Satteldachbau mit übergiebelten Eckrisaliten, Dachreiter mit geschweifter Blechhaube und Uhrenblatt, Putzfassade mit Putzgliederungen, historisierend, um 1910 | D-6-63-000-465 | Städtische Pestalozzi-Schule                                                                         |
| Nähe Schalksbergweg, ca. 50 m oberhalb von Schalksbergweg 10 (Standort) | Relief, wohl ehemals Bildstockaufsatz Kreuzigungsgruppe                                                     | , Sandstein, Ende 16. Jahrhundert bis Mitte 18. Jahrhundert | D-6-63-000-360 | Relief, wohl ehemals Bildstockaufsatz Kreuzigungsgruppe                                              |
| Schalksbergweg 10 (Standort)                                            | Villa | Zweigeschossig über Substruktion mit Segmentbögen, Säulenarkade im Erdgeschoss und Altane mit Balustraden, Neorenaissance, Anton Löhe, 1893 Zugehörige Stützmauer und Park | D-6-63-000-522 | Villa                                                                                                |
| Schalksbergweg, ca. 200 m östlich der Rotkreuzsteige (Standort)         | Heiligenfigur, Immaculata                                                                                   | Sandstein, spätbarock, Johann Peter Wagner, um 1770 (Kopf neu) | D-6-63-000-523 | BW                                                                                                   |
| Ständerbühlstraße 21, 22 (Standort)                                     | Gaswerk | Dreiteilige Baugruppe der Neuen Sachlichkeit bestehend aus Turm mit Durchfahrt, Halle und dreigeschossigem Wohnhaus, sämtlich Putzmauerwerk mit Flach- bzw. Flachsatteldach; Neue Sachlichkeit, 1926/1932–36 (Wohnhaus im Kern 1874) Betriebsgebäude, dreigeschossiger Satteldachbau mit Putzgliederungen, 1874 | D-6-63-000-774 | BW                                                                                                   |
| Stein (Standort)                                                        | Brunnen | Pumpbrunnen mit Schale, Gusseisen, wohl 1895 | D-6-63-000-361 | BW                                                                                                   |
| Stein (Standort)                                                        | Bildstock                                                                                                   | Ädikulaaufsatz mit Inschriftkartusche, Kreuzigungsgruppe und an den Seiten heiligem Petrus und heiligem Paulus, Sandstein, Renaissance, bezeichnet „1582“ | D-6-63-000-362 | BW                                                                                                   |
| Stein (Standort)                                                        | Bildstock                                                                                                   | Sockel und Nischenaufsatz mit Kranzgesims, Kalkstein, bezeichnet wohl „17“(79), eingestelltes Relief mit Pietà, Sandstein, 1895 | D-6-63-000-588 | BW                                                                                                   |
| Stein (Standort)                                                        | Bildstock                                                                                                   | Satteldach-Nischenaufsatz, Sandstein, bezeichnet 1886 | D-6-63-000-589 | BW                                                                                                   |
| Steinheilstraße 3 (Standort)                                            | Mietshaus                                                                                                   | Dreigeschossiger Mansardwalmdachbau, zweifarbige Backsteinfassade mit Sandsteingliederungen Hausmadonna (Kopie nach Riemenschneider), um 1890 | D-6-63-000-775 | Mietshaus                                                                                            |
| Steinheilstraße 5 (Standort)                                            | Mietshaus                                                                                                   | Dreigeschossiger Mansardwalmdachbau, zweifarbiges Backsteinmauerwerk mit Sandsteingliederungen Gotische Hausmadonna (Kopie), um 1890 | D-6-63-000-776 | Mietshaus                                                                                            |
| Unterer Steinbergweg 1 (Standort)                                       | Gartenvilla                                                                                                 | Zweigeschossiger Satteldachbau mit Drempel, übergiebelter Risalit mit Freigespärre und geschnitzter Holzgalerie, Putzmauerwerk, Schweizerhausstil, um 1860/70 | D-6-63-000-559 | weitere Bilder                                                                                       |
| Wickenmayerstraße 2 (Standort)                                          | Wickenmayersche katholische Kinderpflege                                                                    | Zweieinhalb- bzw. dreigeschossiger Walmdachbau, Turm mit Haube, Putzmauerwerk mit Sandsteinrahmungen, historisierender Jugendstil, bezeichnet „1907“ Zugehöriger eingefriedeter Garten, Holzzaun mit Kalksteinsockel | D-6-63-000-466 | Wickenmayersche katholische Kinderpflege                                                             |

## Ehemalige Baudenkmäler
In diesem Abschnitt sind Objekte aufgeführt, die früher einmal in der Denkmalliste eingetragen waren, jetzt aber nicht mehr. Objekte, die in anderem Zusammenhang also z. B. als Teil eines Baudenkmals weiter eingetragen sind, sollen hier nicht aufgeführt werden. Aktennummern in diesem Abschnitt sind ehemalige, jetzt nicht mehr gültige Aktennummern.

| Lage                              | Objekt                | Beschreibung | Akten-Nr.      | Bild |
| --------------------------------- | --------------------- | ------------ | -------------- | ---- |
| Unterer Steinbergweg 4 (Standort) | Weinberghüterhäuschen | um 1840      | D-6-63-000-587 | BW   |